# Karoline Leavitt
Karoline Claire Leavitt (ur. 24 sierpnia 1997 w Atkinson) – amerykańska urzędniczka i polityczka związana z Partią Republikańską, kandydatka tej partii do Izby Reprezentantów Stanów Zjednoczonych z 1. okręgu wyborczego w stanie New Hampshire w wyborach do Kongresu USA w 2022 roku, w latach 2019–2020 pracownica Biura Białego Domu do spraw Korespondencji Prezydenckiej, w latach 2020–2021 asystentka sekretarz prasowej Białego Domu Kayleigh McEnany, od 20 stycznia 2025 roku sekretarz prasowa Białego Domu.

## Życiorys

### Młodość i wykształcenie
Karoline Leavitt urodziła się 24 sierpnia 1997 roku w Atkinson w stanie New Hampshire. Jest córką przedsiębiorcy Boba Leavitta, ma dwóch braci: Joego i Mike’a, którzy w okresie nauki w szkole średniej byli zapalonymi sportowcami, zaś później pracowali w rodzinnej firmie – lodziarni w Atkinson, w której w młodości w okresie letnim pracowała też sama Karoline. W dzieciństwie bardzo interesowała się polityką i mediami, marzyła też o zostaniu dziennikarką.
W latach 2011–2015 uczęszczała do katolickiej szkoły średniej Central Catholic High School w Lawrence w stanie Massachusetts, w której jak po latach wspominała, rozwinęło się jej zaangażowanie w nauki religijne i służbę publiczną. W 2015 roku dostała się na studia na Saint Anselm College w Goffstown w ramach stypendium softballowego. Podczas studiów grała w uczelnianej drużynie softballu. W 2019 roku ukończyła Saint Anselm College ze stopniem bachelor’s degree w dziedzinie polityki i komunikacji.

### Kariera

#### Początki
Jeszcze w okresie studiów Leavitt stała się aktywna politycznie, pisząc dla uczelnianej gazety „The Saint Anselm Crier” artykuły, wśród których znajdowały się m.in. teksty krytykujące czołowe amerykańskie media informacyjne („media liberalne”) i biorące w obronę rozporządzenie wykonawcze zakazujące wjazdu do USA obywatelom siedmiu krajów muzułmańskich, podpisane w 2017 roku przez Donalda Trumpa na początku jego I kadencji prezydenckiej. Oprócz tego w czasie koledżowego etapu swojej edukacji założyła na uczelni w Goffstown pierwszy w jej historii klub nadawczy, zajmujący się relacjonowaniem bieżących informacji z życia uczelni i lokalnych wydarzeń sportowych, a także odbyła staż w WMUR-TV, jedynej ogólnostanowej stacji telewizyjnej w New Hampshire, w Fox News, ogólnokrajowej informacyjnej stacji telewizyjnej oraz, w lecie poprzedzającym ostatni rok studiów, w Biurze Białego Domu do spraw Korespondencji Prezydenckiej (White House Office of Presidential Correspondence).
Po ukończeniu studiów, w czerwcu 2019 roku podjęła zaproponowaną jej stałą pracę w Biurze Białego Domu do spraw Korespondencji Prezydenckiej. W kwietniu 2020 roku, kiedy nowym sekretarzem prasowym Białego Domu została Kayleigh McEnany, Leavitt postanowiła postarać się o posadę asystentki McEnany. Ostatecznie miesiąc później otrzymała interesujące ją stanowisko, które zajmowała do końca I kadencji prezydenckiej Donalda Trumpa w styczniu 2021 roku. Następnie została zatrudniona jako dyrektor do spraw komunikacji republikańskiej kongresmenki ze stanu Nowy Jork, Elise Stefanik. Po objęciu tej funkcji pomagała Stefanik w zakończonej powodzeniem kampanii zmierzającej do zastąpienia przez nią Liz Cheney na stanowisku przewodniczącej Konferencji Republikanów w Izbie Reprezentantów. Pracowała dla Stefanik do czerwca 2021 roku.

#### Kandydowanie w wyborach do Kongresu USA w 2022 roku
W lipcu 2021 roku Karoline Leavitt ogłosiła zamiar kandydowania do Izby Reprezentantów Stanów Zjednoczonych z 1. okręgu wyborczego w stanie New Hampshire w wyborach do Kongresu USA w 2022 roku. Jak sama później mówiła, zdecydowała się kandydować częściowo po to, aby przyciągnąć młodych wyborców do Partii Republikańskiej. Ona i Maxwell Frost, Demokrata z Florydy, byli wówczas pierwszymi przedstawicielami tzw. Pokolenia Z starającymi się o możliwość kandydowania do izby niższej Kongresu Stanów Zjednoczonych. 
Kontrkandydatem Leavitt w prawyborach Republikanów w New Hampshire był inny urzędnik z czasów pierwszej kadencji Donalda Trumpa, Matt Mowers. Cieszył się on poparciem wpływowych polityków Partii Republikańskiej m.in. lidera mniejszości republikańskiej w Izbie Reprezentantów Kevina McCarthy’ego i whipa mniejszości republikańskiej w tej izbie Steve’a Scalise’a, którzy uważali poglądy Leavitt, w tym forsowanie stanowiska, że Joe Biden w 2020 roku został nielegalnie wybrany na prezydenta USA, za zbyt ekstremalne. Dodatkowo Congressional Leadership Fund, komitet działań politycznych związany z McCarthym, wydał 1,3 miliona dolarów w celu wsparcia Mowersa. Po stronie Leavitt stanęło z kolei wielu skrajnie prawicowych polityków republikańskich w Kongresie, w tym senator Ted Cruz i członkowie Izby Reprezentantów Lauren Boebert, Jim Jordan i Elise Stefanik. Podczas kampanii Mowers i Leavitt nie szczędzili sobie słów krytyki: on nazywał ją „podrobioną MAGA Karoline” pochodzącą „z bagna”, natomiast ona określała go jako z „żołnierza piechoty Fauciego” i „farmaceutycznego kolesia”.
14 września 2022 roku Leavitt wygrała prawybory Partii Republikańskiej i uzyskała nominację do roli kandydata tej partii w 1. okręgu wyborczym w New Hampshire w tegorocznych wyborach do Kongresu, stając się tym samym pierwszym w historii republikańskim kandydatem wywodzącym się z Pokolenia Z. Jej rywalem z ramienia Partii Demokratycznej w przedmiotowym okręgu wyborczym w przedmiotowym stanie był Chris Pappas, starający się o drugą z rzędu reelekcję do Izby Reprezentantów. W przeprowadzonych 8 listopada 2022 roku wyborach przegrała z Pappasem różnicą głosów wynoszącą nieco ponad 8%. Po wyborach, zgodnie z jej późniejszą wypowiedzią w mediach, założyła cieszący się powodzeniem biznes.
23 stycznia 2025 roku ujawniła w poprawionych pod kątem treści dokumentach dotyczących kampanii do Kongresu z 2022 roku, złożonych w Federalnej Komisji Wyborczej, że jej nieudana kampania ma ponad 300 000 dolarów niespłaconych długów – zdecydowana większość tych długów, około 200 000 dolarów, to należności w formie zwrotów dla darczyńców, którzy przekazali darowizny przekraczające limity prawne. Nadmierne wpłaty na kampanię Leavitt pozostawały nieujawnione przez lata po jej zakończeniu.

#### Udział w kampanii prezydenckiej Donalda Trumpa w 2024 roku

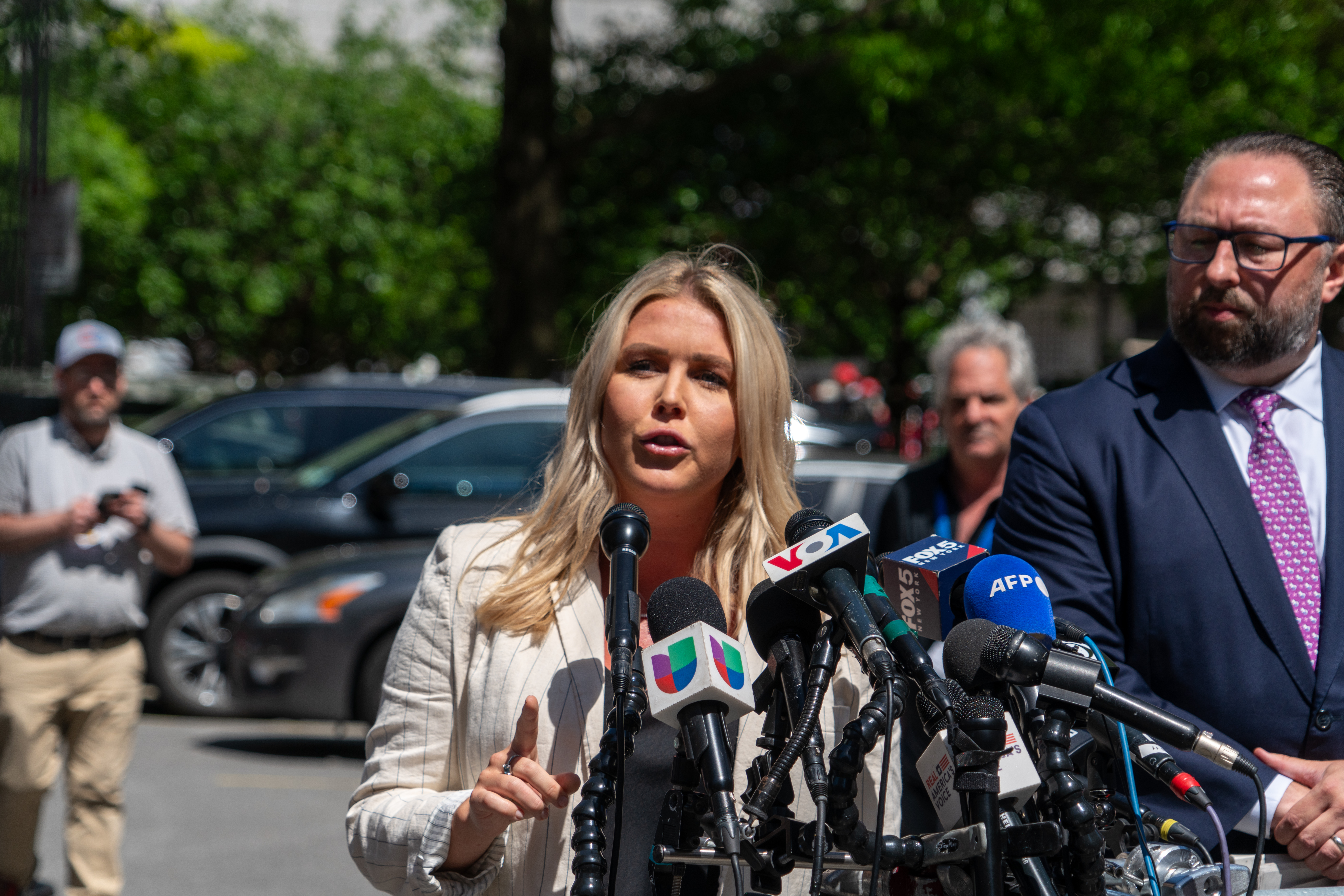
Karoline Leavitt podczas wygłaszania oświadczenia dla mediów przed rozprawą sądową Donalda Trumpa w Nowym Jorku w 2024 roku

W styczniu 2024 roku objęła funkcję krajowego rzecznika prasowego kampanii prezydenckiej Donalda Trumpa. W czerwcu 2024 roku, gdy podczas udzielania wywiadu poprzez łącza w stacji telewizyjnej CNN została zapytana przez prowadzącą wywiad dziennikarkę o przygotowania Trumpa do nadchodzącej debaty z rywalem w wyborach prezydenckich w 2024 roku Joe Bidenem, Leavitt zaczęła krytykować związanych z CNN moderatorów debaty, zarzucając im m.in. stronnicze relacje na temat Trumpa. Została wtedy szybko usunięta z anteny. Podczas kampanii prezydenckiej Trumpa pracowała też jako instruktor w programie szkoleniowym Conservative Governance 101 prowadzonym przez inicjatywę polityczną Project 2025.

#### Stanowisko sekretarza prasowego Białego Domu

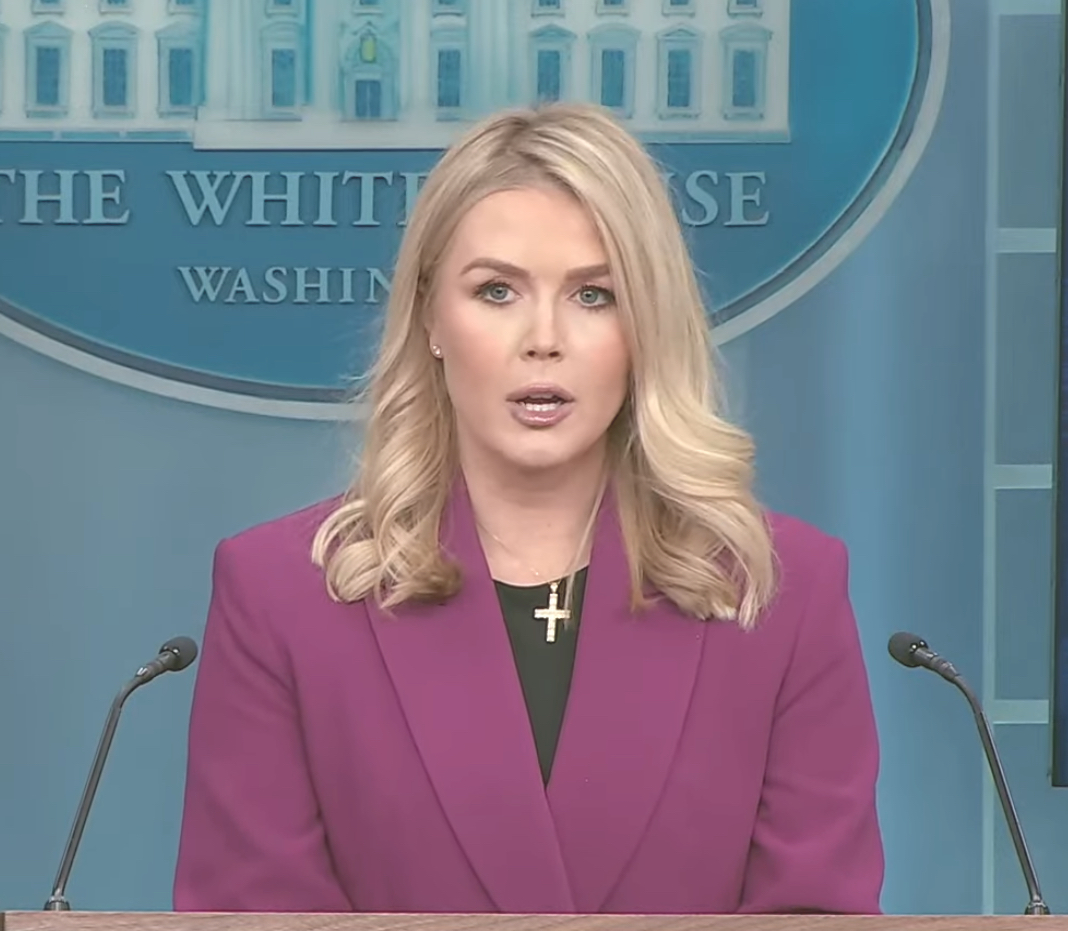
Karoline Leavitt podczas swojej pierwszej konferencji prasowej w roli sekretarz prasowej Białego Domu 28 stycznia 2025 roku

15 listopada 2024 roku została wybrana przez prezydenta elekta Donalda Trumpa do objęcia stanowiska sekretarza prasowego Białego Domu w jego drugim gabinecie. Stanowisko to objęła 20 stycznia 2025 roku jako najmłodsza osoba w historii, jaka kiedykolwiek je sprawowała. 
28 stycznia 2025 roku zadebiutowała jako sekretarz prasowa Białego Domu konferencją prasową, na której m.in. zadeklarowała, że będzie często rozmawiać z mediami informacyjnymi oraz udostępni salę konferencyjną w siedzibie prezydenta Stanów Zjednoczonych podcasterom i influencerom z mediów społecznościowych.

## Życie prywatne
Jest wyznania katolickiego.
26 grudnia 2023 roku ogłosiła w serwisie Instagram, że jest zaręczona z Nicholasem Riccio, starszym od niej o 32 lata inwestorem i przedsiębiorcą z branży nieruchomości, którego poznała za pośrednictwem wspólnego znajomego na jednym z wydarzeń politycznych. W 2024 roku wzięła z nim w tajemnicy ślub, a 10 lipca tego roku urodził się ich syn, Nicholas Robert.